# Miele
Miele & Cie. KG (произн. Мѝле) е германски производител на луксозна битова техника. Компанията е основана през 1899 г. като производител на сепаратори и маслобойни машини за хранителната индустрия.
Днес компанията има представителства в повече от 40 страни и произвежда в общо петнадесет завода (осем завода в Германия, по един завод в Австрия, Чешката република, Румъния, Полша, Китай, Италия и Белгия).

## Продукция
- техника за вграждане: електрически печки, готварски плотове, фурни, микровълнови печки, уреди за готвене на па̀ра, аспиратори; съдомиялни машини, автоматични кафемашини
- самостоятелни уреди: перални, сушилни и гладачни машини, хладилници и прахосмукачки
- кухненска мебел
- специализирано оборудване за обществени перални, хотелски комплекси, кафенета, ресторанти и офиси, медицински заведения и различни индустриални предприятия.

Девизът на марката е „Винаги по-добри! (Immer besser)“